# Colin Edward Hughes
Colin Edward Hughes ( 1957) es un botánico, y profesor escocés. Es investigador especialista en bosques, colector de germoplasma de leguminosas arbóreas de los trópicos de América.

## Algunas publicaciones

### Libros
- a.m.j. Robbins, colin edward Hughes. 1985. Técnicas de producción de leña en fincas pequeñas. Editor Bib. Orton IICA / CATIE, pp. 88-457 en línea

- colin edward Hughes, Óscar Ochoa M., ovidia Vides de Ponce. 1983. Provenance regions for Pinus caribaea Morelet and Pinusoocarpa schiede within the Republic of Honduras, C.A.: (same as p.o) Número 18 de Tropical forestry papers. Editor Unit of Tropical Silviculture, Commonwealth Forestry Institute, 77 pp.

- La abreviatura «C.E.Hughes» se emplea para indicar a Colin Edward Hughes como autoridad en la descripción y clasificación científica de los vegetales.[2]